# Dennis Chembezi
Dennis Chembezi (ur. 15 stycznia 1997 w Zombie) – piłkarz malawijski grający na pozycji środkowego obrońcy. Od 2022 jest piłkarzem klubu Black Leopards FC.

## Kariera klubowa
Swoją karierę piłkarską Chembezi rozpoczął w klubie Mighty Wanderers. W 2016 roku zadebiutował w jego barwach w pierwszej lidze malawijskiej i w debiutanckim sezonie zdobył z nim Puchar Malawi. W 2017 roku przeszedł do Wizards Chilomoni, a w latach 2018-2019 ponownie grał w Mighty Wanderers.
W styczniu 2020 Chembezi został zawodnikiem południowoafrykańskiego Polokwane City. Swój ligowy debiut w nim zaliczył 16 lutego 2020 w zwycięskim 3:2 domowym meczu z Cape Town City FC. W sezonie 2019/2020 spadł z Polokwane z Premier Soccer League do National First Division. W 2022 przeszedł do Black Leopards FC.
| Sezon   | Klub              | Kraj              | Rozgrywki        | Mecze | Gole |
| ------- | ----------------- | ----------------- | ---------------- | ----- | ---- |
| 2016    | Mighty Wanderers  | Malawi            | TNM Super League | ?     | ?    |
| 2017    | Wizards Chilomoni | Malawi            | TNM Super League | ?     | ?    |
| 2018    | Mighty Wanderers  | Malawi            | TNM Super League | ?     | ?    |
| 2019    | Mighty Wanderers  | Malawi            | TNM Super League | ?     | ?    |
| 2019/20 | Polokwane City    | Południowa Afryka | PSL              | 7     | 0    |
| 2020/21 | Polokwane City    | Południowa Afryka | NFD              | 11    | 0    |
| 2021/22 | Polokwane City    | Południowa Afryka | NFD              | 14    | 1    |

## Kariera reprezentacyjna
W reprezentacji Malawi Chembezi zadebiutował 10 czerwca 2017 w wygranym 1:0 meczu kwalifikacji do Pucharu Narodów Afryki 2019 z Komorami, rozegranym w Lilongwe. W 2022 został powołany do kadry na Puchar Narodów Afryki 2021. Na tym turnieju zagrał w czterech meczach: grupowych z Gwineą (0:1), z Zimbabwe (2:1) i z Senegalem (0:0) oraz w 1/8 finału z Marokiem (1:2).